# الإسلام والثورة
الإسلام والثورة هي مجموعة من الكتابات تقع في جزأين ألفهما آية الله/الإمام روح الله الخميني، تضم مجموعة من خطبه وكتاباته.

## الإسلام والثورة الجزء الأول: كتابات وإعلانات
يغطي المجلد الأول الفترة ما بين عامي 1941 و1980 وقام بتجميعه وترجمته من اللغة الفارسية حامد الجار. ركزت الصفحات من 25 إلى 166 على الحكم الإسلامي (حكومت إسلامي: ولايت فقيه), أطروحة الخميني عن كيفية إدارة الحكم وفقًا لـ الشريعة الإسلامية التقليدية وأن هذا يستلزم وجود فقيه إسلامي قائد (فقيه) ليقدم «الإرشاد» السياسي (ولايت) للشعب. كما يشتمل الكتاب على محاضرات عن «الجهاد الأسمى» وسورة الفاتحة والعديد من الخطب والإعلانات.

تعكس كتابات الخميني إيمانًا بـ الثيوقراطية حيث يكون الحكم بمقتضى الإسلام. ويرى أن الإمبرياليين من الخارج ' 
...يرون أنه من الضروري أن يعملوا على استئصال الإسلام لتحقيق أهدافهم العظمى.
 ويناقش كيف تأثر دستور إيران (يعني الدستور السابق في زمن الشاه) بـالنظام التشريعي البلجيكي والفرنسي والبريطاني لخداع الشعب والوقوف بينهم وبين عقيدتهم الإسلامية. واختتم بأن الإسلام يشتمل على إجابات جميع المسائل المجتمعية والاقتصادية والقانونية والسياسية والميتافيزيقية.

كتب الخميني، 
لا توجد مسألة في حياة البشر لم يقدم الإسلام عنها إرشادًا أو وضع قاعدةً.

## الإسلام والثورة الجزء الثاني
يشتمل المجلد الثاني على كتابات من الفترة ما بين عامي 1980 إلى 1989، سنة وفاة الخميني، والتي لم تكن قد نشرت.